# Pietro Pagello
Pietro Pagello, né le 15 juin 1807 à Castelfranco Veneto et mort le 24 février 1898 à Belluno, est un médecin italien qui fut l'amant de George Sand.

## Biographie
Pietro Pagello poursuit ses études à la faculté de médecine de l'université de Pavie et commence à exercer à Venise à partir de 1828. Il publie en 1831 Dell influenza delle passioni sul colorito della faccia réédité en 1838. C'est en janvier 1834 qu'a lieu sa fameuse rencontre à Venise avec George Sand, lorsqu'il est appelé pour la soigner de la dysenterie, à l'hôtel Danieli, appelé à l'époque l'hôtel Royal. Il la guérit à la fin du mois, puis c'est au tour d'Alfred de Musset, qui est entre la vie et la mort les 7 et 8 février. Il est guéri le 13 février. Pagello devient l'amant de George Sand à la fin du mois. Cette liaison est tenue secrète, Musset étant extrêmement jaloux. Son ami Alfred Tattet vient le voir à Venise et le couple Musset-Sand déménage dans un hôtel moins coûteux, calle delle Rasse. Alfred de Musset soupçonne George Sand et lui fait des scènes. Il quitte Venise pour Paris le 29 mars, tandis que George Sand poursuit sa liaison avec le docteur. Elle reçoit des lettres enflammées de Musset l'assurant de son amour. Elle visite Venise et entretient son histoire sentimentale, mais sans passion, avec Pagello. Elle écrit ou travaille aussi à de nouveaux manuscrits: Leone Leoni, André, Le Secrétaire intime, Lettres d'un voyageur, tout en envoyant des lettres à Musset à propos de leur amour : « Tu penseras à ton George, à ton vrai camarade, à ton infirmière, à ton ami, à quelque chose de mieux que tout cela. »
Pendant ce temps Musset publie On ne badine pas avec l'amour en juillet, dont la réplique de Perdican, sur la sainteté de l'amour (acte II, scène 5) est inspirée de sa correspondance avec Sand: « J'ai souffert souvent, je me suis trompé quelquefois, mais j'ai aimé. C'est moi qui ai vécu et non pas un être factice créé par mon orgueil et mon ennui. »
George Sand revient à Paris avec Pagello le 14 août 1834 et renoue avec Musset qui part se soigner dix jours plus tard à Baden-Baden. George Sand part se reposer chez elle à Nohant, mais n'y emmène pas le docteur Pagello qui reste à Paris et va souvent voir Alfred Tattet à qui il raconte les détails de sa liaison.
Finalement le médecin quitte Paris à la fin de l'automne, se sentant étranger à la vie bohème de la femme de lettres et George Sand reprend sa passion avec Alfred de Musset.
Au cours des années suivantes, Pietro Pagello devient un chirurgien reconnu, premier chirurgien de l'hôpital de Belluno (entre 1862 et 1894), et mène une vie de père de famille posé. Il se marie deux fois et a cinq enfants.
Plus tard, il publie trois livres de poèmes, dont Augustin Cabanès fait l'éloge dans Le Cabinet secret de l'histoire, consacré à cette affaire sentimentale triangulaire.
Reynaldo Hahn a mis en musique un de ses poèmes intitulé Sopra l´acqua indormenzada, première des six mélodies du recueil Venezia.